# Aphis grata
Aphis grata är en insektsart som beskrevs av Pashtshenko 1994. Aphis grata ingår i släktet Aphis och familjen långrörsbladlöss. Inga underarter finns listade i Catalogue of Life.